# Alubarén
Alubarén – gmina (municipio) w południowym Hondurasie, w departamencie Francisco Morazán. W 2010 roku zamieszkana była przez ok. 5,8 tys. mieszkańców. Siedzibą administracyjną jest miejscowość Alubarén.

## Położenie
Gmina położona jest w południowej części departamentu. Graniczy z 4 gminami:
- Reitoca od północy i wschodu,
- San Miguelito i San José od południa,
- Curarén od zachodu.

## Miejscowości
Według Narodowego Instytutu Statystycznego Hondurasu na terenie gminy położone były następujące miejscowości:
- Alubarén
- La Concepción
- Los Tablones
- Río Arriba